# Жилу, Кати
Катрин Мари Бланш (Кати) Жилу (в замужестве — Фенвик; фр. Catherine Marie Blanche (Katie) Gilou (Fenwick); 19 февраля 1887, VIII округ Парижа — 16 февраля 1964, Париж) — французская теннисистка. Участница летних Олимпийских игр 1900 года.

## Биография
Кати Жилу родилась 17 февраля 1887 года в VIII округе Парижа.
В 1900 году вошла в состав сборной Франции на летних Олимпийских играх в Париже. В соревнованиях смешанных пар с гандикапом, в которых не разыгрывали медали, заняла вместе с Морисом Жермо 2-е место: в четвертьфинале они победили Эли де Ластура из Франции и Шарлотту Купер из Великобритании — 6:1, 6:1, в полуфинале выиграли у Лори Доэрти из Великобритании и Марион Джонс из США — 6:3, 6:2, в финале уступили Андре Прево и Ивонн Прево из Франции — 3:6, 4:6.
Умерла 1 января 1964 года в Париже.

## Семья
Старший брат — Пьер Жилу (1880—1953), французский спортивный функционер. Президент Международной федерации тенниса в 1938—1939 и 1947—1948 годах.
Старшая сестра — Антуанетт Жилу (1883—1949), французская теннисистка, участница летних Олимпийских игр 1900 и 1908 годов.